# سكوت دراموند
سكوت دراموند (بالإنجليزية: Scott Drummond)‏ هو لاعب غولف بريطاني، ولد في 29 مايو 1974 في شروزبري في المملكة المتحدة.

## وصلات خارجية
- سكوت دراموند على موقع رابطة أوروبا للاعبي الغولف المحترفين (الإنجليزية)
- سكوت دراموند على موقع التصنيف العالمي الرسمي للغولف (الإنجليزية)